# رینو ده کاندیدو
رینو ده کاندیدو (ایتالیایی: Rino De Candido؛ زادهٔ ۲ ژوئن ۱۹۵۴) دوچرخه‌سوار اهل ایتالیا است.